# Marjakari (ö i Satakunta, Björneborg, lat 61,90, long 21,40)
Marjakari är en ö i Finland. Den ligger i Bottenhavet och i kommunen Sastmola i den ekonomiska regionen  Björneborgs ekonomiska region i landskapet Satakunta, i den västra delen av landet. Ön ligger omkring 49 kilometer norr om Björneborg och omkring 270 kilometer nordväst om Helsingfors.
Öns area är 1,2 hektar och dess största längd är 170 meter i sydväst-nordöstlig riktning.